# 庭訓往来
庭訓往来（ていきんおうらい）とは、往来物（往復の手紙）の形式をとる、寺子屋で習字や読本として使用された初級の教科書の一つである。南北朝時代末期から室町時代前期の成立とされる。著者は南北朝時代の僧玄恵とされるが、確証に乏しい。

## 概要
擬漢文体で書かれ、衣食住、職業、領国経営、建築、司法、職分、仏教、武具、教養、療養など、多岐にわたる一般常識を内容とする。1年12ヶ月の往信返信各12通と8月13日の1通を加えた25通からなり、多くの単語と文例が学べるよう工夫されている。写本や注釈本、絵入り本が多く存在する。時代を超えて普遍的な社会常識も多く扱ったために江戸時代に入っても寺子屋などの教科書として用いられた。古写本で30種、板本で200種に達する。
尚、庭訓とは、『論語』季子篇の中にある孔子が庭を走る息子を呼び止め詩や礼を学ぶよう諭したという故事に因み、父から子への教訓や家庭教育を意味する。

### 形式と内容
形式（手紙文の「書き出し」、生活上必要な「単語群」、手紙文の「締めくくり」、日付、差出人名、宛名の順序）
- 単語群の題材
  - 1月（新年の会遊）、
  - 2月（花見詩歌の宴）、
  - 3月（地方大名の領国統治、勧農、館の造り、果樹）、
  - 4月（領地の繁栄と為政の心得、市町の経営と諸職業人の招致、商取引の施設と業種、諸国特産品）、
  - 5月（家財家具、調理品名）、
  - 6月（盗賊討伐への出陣、武具乗馬の借用、出陣の命令系統と心得、武具・馬具の名称）、
  - 7月（競技会の衣装、諸具、諸器）、
  - 8月（司法制度、訴訟手続き、問注所・侍所の組織と職掌）、
  - 8月単状（将軍家若宮の行列の威容）
  - 9月（大法会に寄せて、伽藍・仏像、法会の式次第、役僧、舞童、諸道具）、
  - 10月（大斎の行事にちなんで、点心、寺家の諸役、僧位僧官の名称、布施物、点心用の食品・菓子・茶具・汁・菜などの食品食物）、
  - 11月（病気の種類と治療法、病気予防・健康保持のための禁忌）、
  - 12月（地方行政の制度、着任の模様、行政管理の模様）

### 刊本の種類について
刊本は、大きく分けて「手本系」・「読本系」・「注釈本系」・「絵抄系」の四つに分類できる。
- 「手本系」というのは、習字を目的として編まれたものである。大きい型に製本してあり、字は大きく、行書体が常例で、生の手本そのままである。江戸中期を過ぎると、句点・返り点・送り仮名、さらには振り仮名をほどこしたものも現れる。
- 「読本系」は、文字の一つ一つの読みを学習させようとしたものである。元禄の頃には、本文の右側に読み下しに必要なふりがな、左にはそれぞれの文字が持つ、本文以外の読みについてのふりがなを振ったものが現れた。また、本文以外の巻首・巻末・頭書などに、様々な教材を載せたものが出現した。例えば、生花心得・詩歌・小謡・文書様作法・商売往来・筆を取る方法・筆づかい・十二月異名など。初歩教材総合教科書と形容したくなるような体裁をとっている。
- 「注釈本系」は、単語や短句、文意について、「注」の形で解説を試みたものである。1834年『庭訓往来具注鈔』という本では、一通の手紙文を数段にわけ、段ごとに割注（漢字かな交じり文・総ふりがな付き）を挿入、最後に必ず「文意」の項を設け、この段全般に及ぶ意味を要約している。
- 「絵抄系」は、挿絵で理解をはやめ正確にしようとしたものである。1688年『庭訓往来図讃』では、頭書に挿絵を509葉用意、それぞれの挿絵に要語略解をも付けている。

### 原文等
- 奈良教育大学教育資料館所蔵・往来物の解説
- 東京学芸大学附属図書館・望月文庫等カラー画像一覧[リンク切れ]
- 『庭訓往来』 - ウェイバックマシン（2010年2月22日アーカイブ分）
- 庭訓往来（1684年(貞享1年)発行） - 国立教育政策研究所教育図書館往来物デジタルアーカイブ
- 庭訓往来 - 国立教育政策研究所教育図書館往来物デジタルアーカイブ